# Trithemis donaldsoni
Trithemis donaldsoni é uma espécie de libelinha da família Libellulidae.
Pode ser encontrada nos seguintes países: Angola, Botswana, República Democrática do Congo, Costa do Marfim, Etiópia, Guiné, Quénia, Libéria, Mali, Moçambique, Namíbia, Nigéria, Somália, África do Sul, Tanzânia, Uganda, Zimbabwe, possivelmente Burundi e possivelmente em Malawi.
Os seus habitats naturais são: florestas subtropicais ou tropicais húmidas de baixa altitude, matagal árido tropical ou subtropical, matagal húmido tropical ou subtropical e rios.